# Poncsest
Poncsest románul: Pâncești, település és községközpont Romániában, Moldvában, Bákó megyében.

## Fekvése
Bákótól délkeletre,  Rekecsin keleti szomszédjában, Rekecsin, Motoc és Marvila közt fekvő település.

## Története
Községközpont, 9 falu: Chilia Benei, Dieneț,Fulgeriș, Fundu Văii, Motoc, Pâncești, Petrești, Soci tartozik hozzá.
A 2002-es népszámláláskor 4311, 2011-ben pedig 3919 lakosa volt.